# Grappler Baki
Grappler Baki (japanisch グラップラー刃牙 Gurappurā Baki) ist eine Manga-Serie von Keisuke Itagaki, die mehrfach fortgesetzt und als Anime adaptiert wurde. Sie ist in die Genres Sport, Action und Shōnen einzuordnen und handelt vom Werdegang des jungen Kämpfers Baki Hanma.
Von dem Werk wurden bis 2024 mehr als 100 Millionen Exemplare verkauft.

## Inhalt
Die Geschichte dreht sich um einen Jungen namens Baki Hanma (範馬 刃牙) und seiner Herausforderung, der stärkste Kämpfer der Welt zu werden. Diesen Titel hält bisher sein Vater Yūjirō Hanma (範馬 勇次郎). Bakis Mutter Emi Akezawa (朱沢 江珠), um deren Anerkennung er ringt, will ebenso, dass ihr Sohn der Stärkste wird und eines Tages seinen Vater besiegen kann. Dafür schickt sie ihn zu vielen Trainern diverser Kampfsportarten und lässt Straßenkämpfer gegen Baki antreten. Auf diese Weise trifft der 15-Jährige auf immer neue Herausforderungen.

## Veröffentlichung
Der Manga wurde in Japan von 1991 (Ausgabe 43/1999) bis 1999 (Ausgabe 29/1999) im Manga-Magazin Weekly Shōnen Champion des Verlags Akita Shoten veröffentlicht. Die Kapitel wurden auch in 42 Sammelbänden (Tankōbon) zusammengefasst. Zwischen 2003 und 2004 erschien eine Neuausgabe im B6-Format in 15 Bänden, sowie eine weitere im größeren A5-Format zwischen 2007 und 2008 in 24 Bänden. 1999 erschien mit Grappler Baki Gaiden (グラップラー刃牙 外伝) eine Reihe von Kurzgeschichten, die ebenfalls in einem Band zusammengefasst wurden.
Der Manga wurde fortgesetzt in Baki, das von 1999 (Ausgabe 43/1999) bis 24. November (Ausgabe 52/2005) im gleichen Magazin erschien. Das Werk umfasst 31 Bände. Eine B6-Neuausgabe erschien zwischen 2006 und 2007 in 12 Bänden. 2002 erschien mit Baki Tokubetsuhen Saga (バキ特別編SAGA) im Magazin Young Champion ebenfalls weitere Kurzgeschichten mit später einem Band.
Ab 1. Dezember 2005 (Ausgabe 1/2006) folgte die zweite Fortsetzung mit dem Titel Hanma Baki, ebenfalls im Shōnen Champion, die am 16. August 2012 (Ausgabe 38/2012) mit 37 Bänden abgeschlossen wurde. Die ersten beiden der fünf Handlungsbögen erhielten 2009 eine B6-Neuausgabe in 5 Bänden. Ein Extraband namens Hanma Baki 10.5 Gaiden Pikuru (範馬刃牙 10.5 外伝ピクル) erschien am 8. Januar 2008.
Der vierte Teil Baki-dō erschien vom 20. März 2014 (Ausgabe 16/2014) bis 5. April 2018 (19/2018) und ist mit 22 Bänden abgeschlossen.
Eine fünfte Serie Bakidō erschien vom 4. Oktober 2018 bis 15. Juni 2023 im Weekly Shōnen Champion und ist mit 17 Bänden abgeschlossen.
Eine sechste Serie Baki Rahen (刃牙らへん, Baki Rahen) startete am 24. August 2023 im Weekly Shōnen Champion.
Die erste Serie erschien auf Englisch im Magazin Raijin Comics in den USA und Kanada. Ever Glory Publishing brachte ihn in Taiwan heraus. Delcourt brachte die erste Fortsetzung auf Französisch heraus.

### Spinoffs
2005 erschien das Spinoff Baki Gaiden – Scarface (バキ外伝 疵面-スカーフェイス-) von Yukinao Yamauchi, das zunächst bis 2007 im Magazin Champion Red lief, dann 2009 kurzzeitig in der Weekly Shōnen Champion und zuletzt von 2014 bis 2015 im Schwestermagazin Bessatsu Shōnen Champion. Die Kapitel wurden in sieben Sammelbänden zusammengefasst.
In der Bessatsu Shōnen Champion lief von 2012 bis 2014 Baki Gaiden Sōmen (バキ外伝 創面) von ebenfalls Yukinao Yamauchi mit später drei Bänden.
Baki Gaiden Kenjin (バキ外伝 拳刃) von Kengō Miyatani wurde ab 2013 in der Champion Red verlegt und kam 2014 auf einen Band.
Eine Parodie namens Bakidomoe (バキどもえ) wurde von Naoki Saitō gezeichnet, erschien von 2012 bis 2015 auf der Website der Weekly Shōnen Champion, im Magazin selber und in der Bessatsu Shōnen Champion. Sie wurde in drei Sammelbänden zusammengefasst.

## Anime

### Grappler Baki (OVA, 1994)
1994 wurde in Japan die 45-minütige Original Video Animation Grappler Baki veröffentlicht. Regie führte Yūji Asada, der auch das Drehbuch schrieb und die Storyboards anfertigte.
Die OVA wurde von Manga Entertainment in Australien und Großbritannien veröffentlicht und vom Sender space power auf Arabisch ausgestrahlt.

### Grappler Baki (Serie, 2001)
2001 wurde im Studio Group Tac eine Anime-Serie zur ersten Manga-Serie produziert, die 24 Folgen umfasst. Das Charakterdesign stammt von Naoyuki Itō und die künstlerische Leitung hatte Minako Akaishi inne. Die erste Staffel Grappler Baki unter der Regie von Hitoshi Nanba wurde vom 8. Januar bis zum 25. Juni 2001 in Japan durch TV Tokyo ausgestrahlt. Eine zweite Staffel, Grappler Baki – Saidai Tournament-hen (グラップラー刃牙 -最大トーナメント編- Gurappurā Baki – Saidai Tōnamento-hen), unter der Regie von Katsuyoshi Yatabe mit weiteren 24 Folgen wurde ab dem 22. Juli 2001 ausgestrahlt.
Die Serie wurde in Deutschland ab dem 11. April 2012 beim Pay-TV-Sender Animax mit deutscher Synchronisierung ausgestrahlt. Anfang 2014 lief sie im Freitagabendprogramm von ProSieben Maxx.
Die Serie wurde auch auf Englisch, Arabisch und Tagalog im Fernsehen gesendet und auch ins Französische übersetzt.

### Baki-dō (OVA, 2016)
Dem am 6. Dezember 2016 erschienenen 14. Band des Manga Baki-dō war eine DVD mit 15 Minuten Laufzeit beigelegt. Diese entstand bei Telecom Animation Film unter der Regie von Teiichi Takiguchi, der auch das Characterdesign anfertigte.

### Baki (Serie, 2018)
Studio TMS Entertainment adaptierte die zweite Manga-Serie 2018 als Anime-Serie unter der Regie von Toshiki Hirano mit dem Charakterdesign von Fujio Suzuki.
Die Erstveröffentlichung der 26 Folgen umfassenden Serie fand am 25. Juni 2018 auf Netflix Japan statt. Im japanischen Fernsehen wurde sie eine Woche später seit dem 2. Juli 2018 auf Tokyo MX ausgestrahlt, sowie mit einer halben Stunde bis einigen Tagen Versatz auch auf Sun TV, TVQ Kyūshū Hōsō, TV Aichi, KBS Kyōto und Hokkaidō TV. Außerhalb Japans will Netflix die Serie ab Herbst 2018 streamen.

### Synchronisation
| Rolle           | japanischer Sprecher (Seiyū) | japanischer Sprecher (Seiyū) | japanischer Sprecher (Seiyū) | japanischer Sprecher (Seiyū) | deutscher Sprecher | deutscher Sprecher |
| Rolle           | 1. Serie (2001)              | OVA (1994)                   | OVA (2016)                   | 2. Serie (2018)              | 1. Serie (2001)    | 2. Serie (2018)    |
| --------------- | ---------------------------- | ---------------------------- | ---------------------------- | ---------------------------- | ------------------ | ------------------ |
| Baki Hanma      | Masami Kikuchi               | Kappei Yamaguchi             | —                            | Nobunaga Shimazaki           | Linus Kraus        | Karim El Kammouchi |
| Yūjirō Hanma    | Kenji Nomura                 | —                            | Akio Ōtsuka                  | Akio Ōtsuka                  | Rolf Buschpeter    | Christian Reimer   |
| Doppo Orochi    | Mugihito                     | Shōzō Iizuka                 | —                            | Takayuki Sugō                | Gordon Piedesack   | Marc Rosenberg     |
| Katsumi Orochi  | Keiji Fujiwara               | —                            | Shunsuke Sakuya              | Yoshihisa Kawahara           | Christoph Bautz    | Felix Mayer        |
| Retsu Kaiō      | Kunihiko Yasui               | —                            | Kiyoyuki Yanada              | Rikiya Koyama                | Martin L. Schäfer  | Stefan Lehnen      |
| Emi Akezawa     | Yurika Hino                  | —                            | —                            | —                            | Sabina Godec       | —                  |
| Kozue Matsumoto | Sachiko Kojima               | Yumi Tōma                    | —                            | Sora Amamiya                 | Tanja Esche        | Laura Maire        |
| Kaoru Hanayama  | Masayuki Nakata              | —                            | —                            | Takuya Eguchi                | Djamil Deininger   | Gerd Meyer         |
| Biscuit Oliva   | Yusaku Yara                  | —                            | —                            | Hochu Otsuka                 | —                  | Jo Vossenkuhl      |

### Musik
Bei der Fernsehserie von 2001 stammt die Musik von Project Baki. Der Vorspanntitel war Ai Believe (哀 believe) in der ersten Staffel und all alone in der zweiten Staffel, während die Abspanntitel Reborn bzw. loved… waren. Gesungen wurden die Stücke von Ryōko Aoyagi.
Bei der Fernsehserie von 2018 wurde die Musik von Kenji Fujisawa komponiert. Der Vorspanntitel Beastful stammt jedoch von der Rockband Granrodeo, der Abspanntitel Resolve wurde von Jon Kamita (Gitarrist der Band Penguin Research) komponiert, Miho Karasawa getextet und von Azusa Tadokoro gesungen.